# Earth.Revolt
Earth.Revolt е вторият студиен албум на германската мелодична дет метъл група Deadlock. Той е първият, издаден от новия лейбъл на групата Lifeforce Records. Появява се на пазара на 27 юни 2005 г. Автори на музиката са Себащиан Райхъл и Тобиас Граф. Художественото оформление е дело на Петер Хофман.
Това също е първият албум на групата, който има вариант на 12-инчова дългосвиреща грамофонна плоча. Вариантът е издаден и лицензиран от словашкия музикален издател Deadbutcher Records.

## Участници

### Deadlock
- Йоханес Прем – вокали
- Тобиас Граф – ударни
- Томас Хушка – бас
- Себащиан Райхъл – китари
- Герт Римен – китари

### Гост-музиканти
- Сабине Венигер – вокали и клавишни